# Sébastien Le Clerc

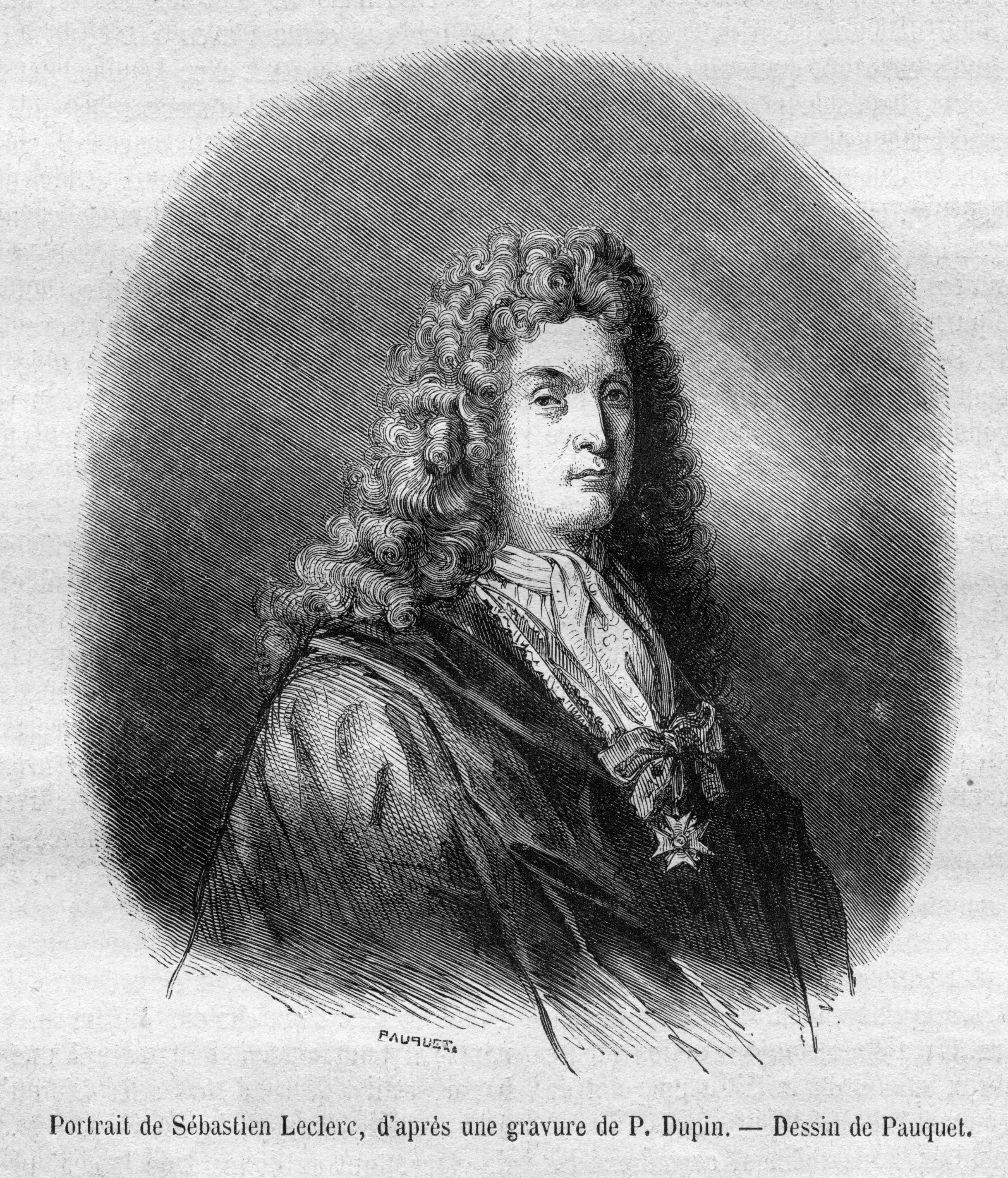
Sébastian Le Clerc

Sébastien Le Clerc, der Ältere, auch Sébastien Leclerc (* 26. September 1637 in Metz; † 25. Oktober 1714 in Paris) war ein Lothringer Radierer und Kupferstecher.

## Leben

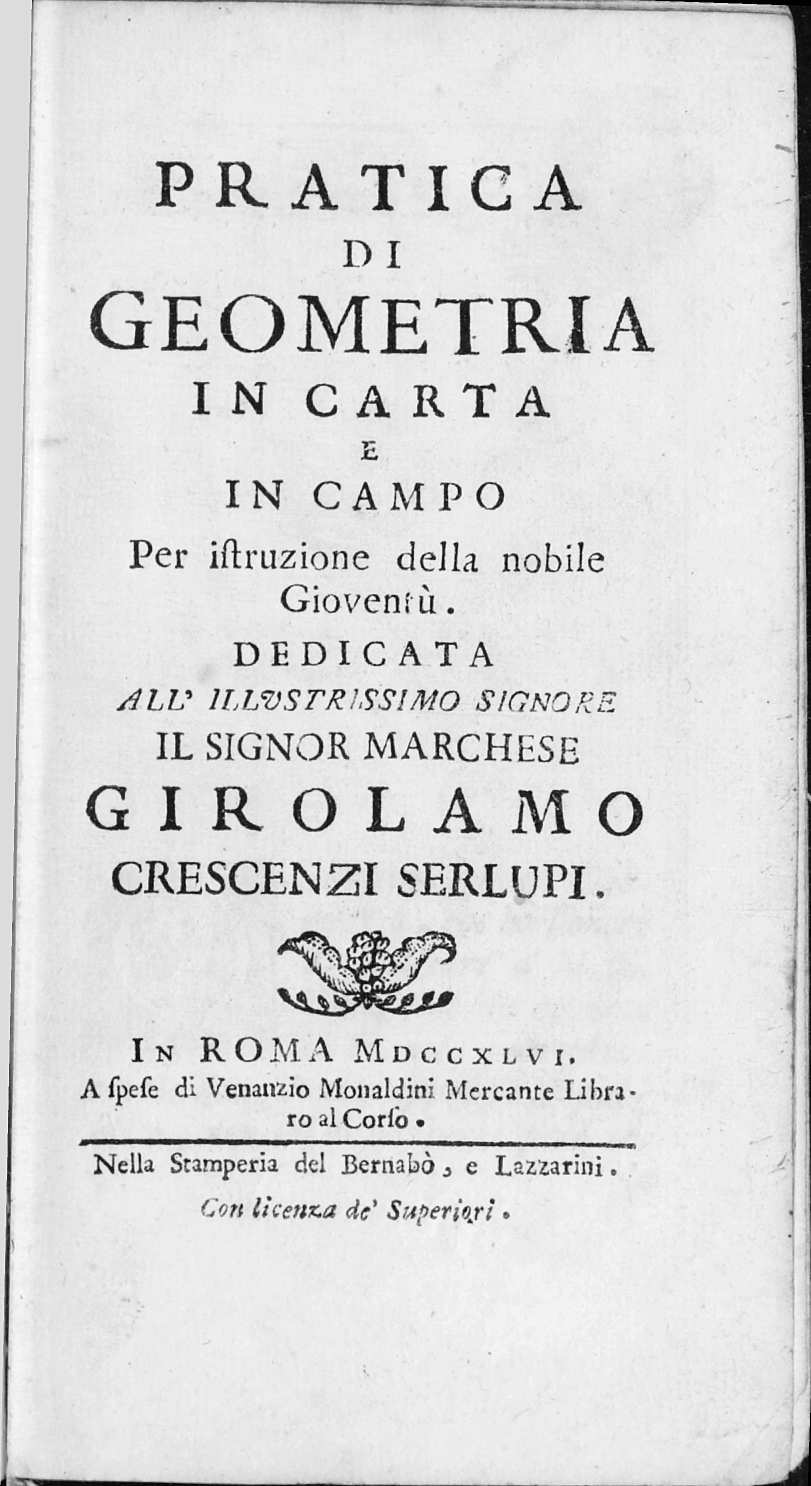
Pratica di geometria in carta e in campo per istruzione della nobile gioventù, 1746

Sein Vater, Laurent Le Clerc (1590–1695) war ein Goldschmied in Metz. 
Die rudimentärsten Kenntnisse des Zeichnens und Gravierens lernte er bei seinem Vater und dem Kupferschmied Claude Bouchard. Seine ersten Arbeiten stammen aus 1654/55. Seine erste wichtige Serie war 1658/59 Das Leben von St Benedict und Les Modes de Metz. 
Er studierte in Paris auch Geometrie, Perspektive und Mathematik und wurde 1660 Militäringenieur des lothringischen Gouverneur, Marschall Henri de La Ferté-Senneterre. 
1665 ging er nach Paris und machte Bekanntschaft mit Charles Lebrun. Jean-Baptiste Colbert vermittelte ihn an die Gobelin-Manufaktur. Ab 1672 war er Professor für Perspektive an der Académie royale de peinture et de sculpture.
Er hatte drei Söhne: 
- Sébastien Le Clerc der Jüngere (1676–1763) arbeitete für Gobelin.
- Louis-Auguste Le Clerc (1699–1771) lernte Bildhauer bei Antoine Coysevox, arbeitete ab 1735 in Dänemark und wurde Professor an der Kongelige Akademi for de Skonne Kunster .
- Jacques-Sebastien Le Clerc (1734–1785) wurde Maler und lehrte ab 1778 auch an königlichen Akademie für Malerei.

## Werke

### Bücher
- Allerhandt accademische Figuren. Weigel, Augsburg ca. 1700. (Digitalisat)
- Traité D'Architecture. Avec Des Remarques Et Des Observations Tres-Utiles Pour les Jeunes Gens, qui veulent s'appliquer à ce bel Art. 2 Bände, Paris 1714.

### Stiche
- Kämpfe von Alexander

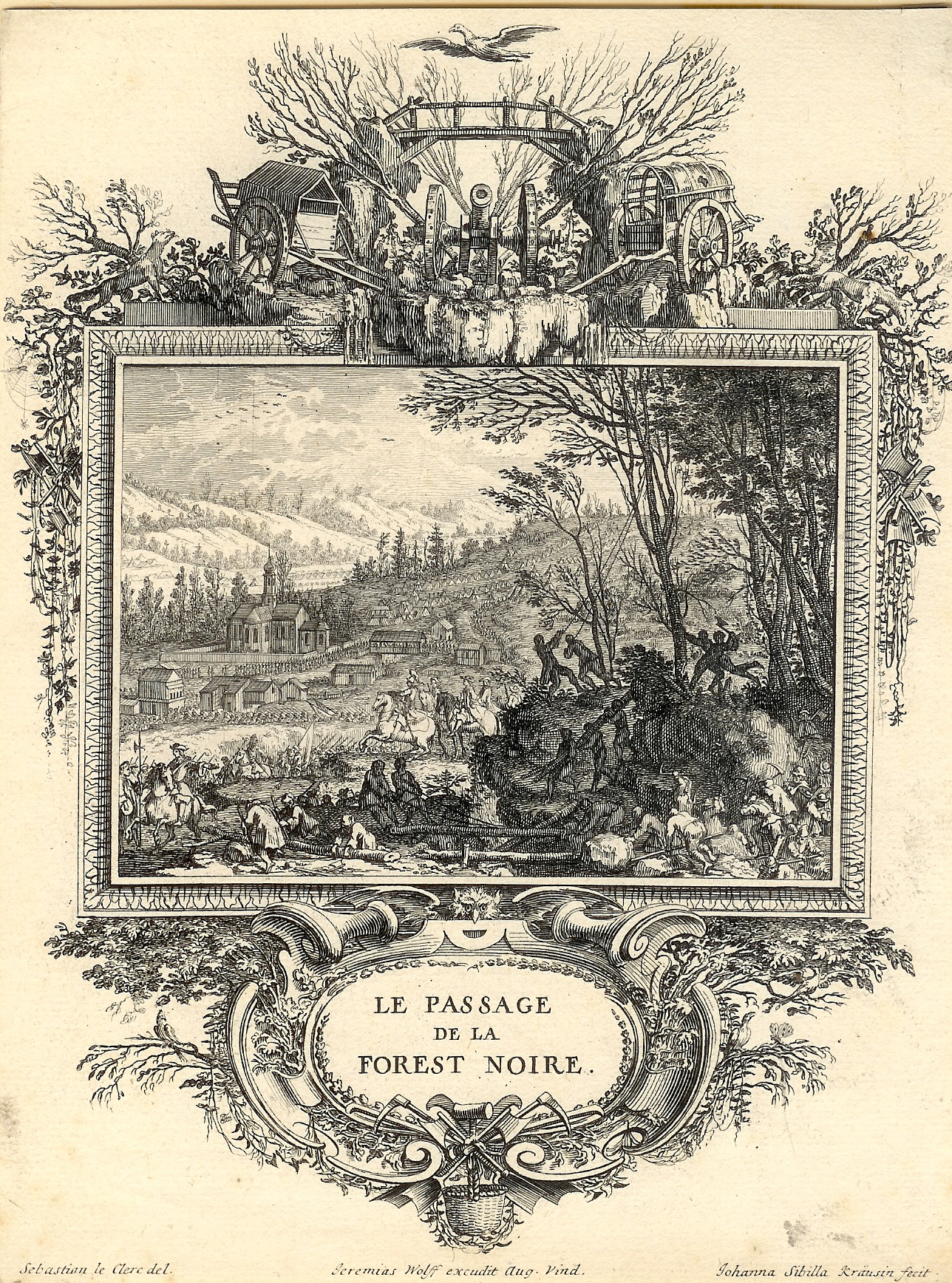
Übergang der kaiserlichen Armee über den Schwarzwald

- Die Errungenschaften von Louis XIV. (in dreizehn Teilen)
- Mai Gobelins
- Das Konzil von Nicäa
- Der Arc de Triomphe der Porte Saint-Antoine
- Der große Pierre du Louvre
- L'Apotheose der Isis
- Die Passion
- Die Zeichen von Leidenschaft, nach Brun,
- Klagen der Griechen und Römer
- Die Medaillen, Münzen und Währungen aus Frankreich